# Reia (lenguaje de programación)
Reia era un lenguaje de programación concurrente de uso general para la máquina virtual de Erlang. El 10 de agosto de 2011, Reia fue declarado extinto en favor de Elixir.
Reia soportaba múltiples paradigmas de programación incluyendo imperativa, funcional, declarativa, orientada a objetos, y concurrente. Se utilizó el modelo de actor para la concurrencia de una manera que trabajó junto a su sistema de objetos. Se utiliza la búsqueda de patrones como la operación principal por el cual se selecciona ramas de tomar y unir las variables. También tenía un sistema de tipado dinámico y gestión de memoria automática; Por lo tanto, era similar en varios aspectos, a Erlang, Ruby, y Python.